# Kahlúa
Kahlúa je značka likéru s příchutí kávy, která pochází z Mexika.
Nápoj začal vyrábět v roce 1936 Pedro Domecq ve státě Veracruz a nazval ho podle domorodé předkolumbovské kultury Acolhua. Do USA začal nápoj dovážet Jules Berman, podnikatel a mecenáš umění známý jako Mr. Kahlúa. Rodinná firma Domecq je od roku 2005 součástí nadnárodního koncernu Pernod Ricard.
Recept obsahuje pálenku z cukrové třtiny, vanilku, cukr a zrn kávovníku arabského pěstovaného v horských oblastech státu Veracruz. Obsah kofeinu činí 10 mg na 100 ml. Obsah etanolu byl původně 26,5 %, v roce 2004 byl snížen na 20 %. Existuje také luxusní verze Kahlúa Especial, která je k dostání především v bezcelních obchodech na letištích a která obsahuje 36 % etanolu a méně cukru.
Kahlúa se podává vychlazená. Je ingrediencí míchaných nápojů jako B-52 (kahlúa, Baileys Irish Cream a Grand Marnier se nalijí do sklenice a díky rozdílné hustotě vytvoří tři různobarevné vrstvy) nebo White Russian (kahlúa, vodka a smetana). Používá se také k ochucení mléka nebo jako přísada do cukrovinek a zmrzlinových pohárů.